# West Dunbartonshire (circonscription du Parlement britannique)
Pour l’article homonyme, voir West Dunbartonshire.

Localisation de la circonscription en Écosse.

West Dunbartonshire est une circonscription électorale britannique située en Écosse. Ses limites correspondent à celles du comté de West Dunbartonshire.

## Histoire
Une première circonscription portant ce nom est créée en 1949, en vertu du House of Commons (Redistribution of Seats) Act 1949. Elle couvre alors la partie occidentale du Dunbartonshire, le reste du comté étant couvert par celle du East Dunbartonshire. Cette circonscription est abolie en 1983.
La circonscription actuelle est créée en 2005.

## Liste des députés

### 1950-1983
- 1950 : Adam McKinlay (travailliste)
- 1950 : Tom Steele (travailliste)
- 1970 : Ian Campbell (travailliste)

### depuis 2005
- 2005 : John McFall (travailliste / coopératif)
- 2010 : Gemma Doyle (travailliste / coopératif)
- 2015 : Martin Docherty (SNP)
- 2024 : Douglas McAllister (SLP)